# 萨米之血
《萨米之血》（瑞典語：Sameblod）是一部2016年瑞典成年劇情片，由阿曼達·克內爾自編自導，這也是她執導的首部長片。電影的前10分鐘以及部分結尾直接來自克內爾執導的短片《Stoerre Vaerie》。劇情背景設定於1930年代的瑞典，一名14歲的女孩在一個薩米族兒童的游牧學校中受到偏見，並決定逃離她的小鎮並否認自己身為薩米後裔。
《萨米之血》2016年9月8日在第73屆威尼斯影展舉行全球首映，2017年3月3日在瑞典上映。電影頗受好評，在各大影展入圍及取得了許多獎項。

## 外部連結
- 官方网站
- 互联网电影数据库（IMDb）上《萨米之血》的资料（英文）